# واغارشاک ساهاکیان
واغارشاک هامبارتسومی ساهاکیان (ارمنی: Վաղարշակ Համբարձումի Սահակյան؛  زادهٔ ۱۵ سپتامبر ۱۹۰۶ - درگذشته ۲۴ آوریل ۱۹۷۸) خواننده اهل ارمنستان بود.

## زندگی‌نامه
وی در ۱۵ سپتامبر ۱۹۰۶ در پکاجیک به دنیا آمد . وی همچنین برنده جوایزی همچون هنرمند مردمی ارمنستان شوروی، نشان برجسته افتخار و نشان پرچم سرخ کار شد. وی در ۲۴ آوریل ۱۹۷۸ در سن ۷۱ سالگی در ایروان درگذشت.

## نگارخانه

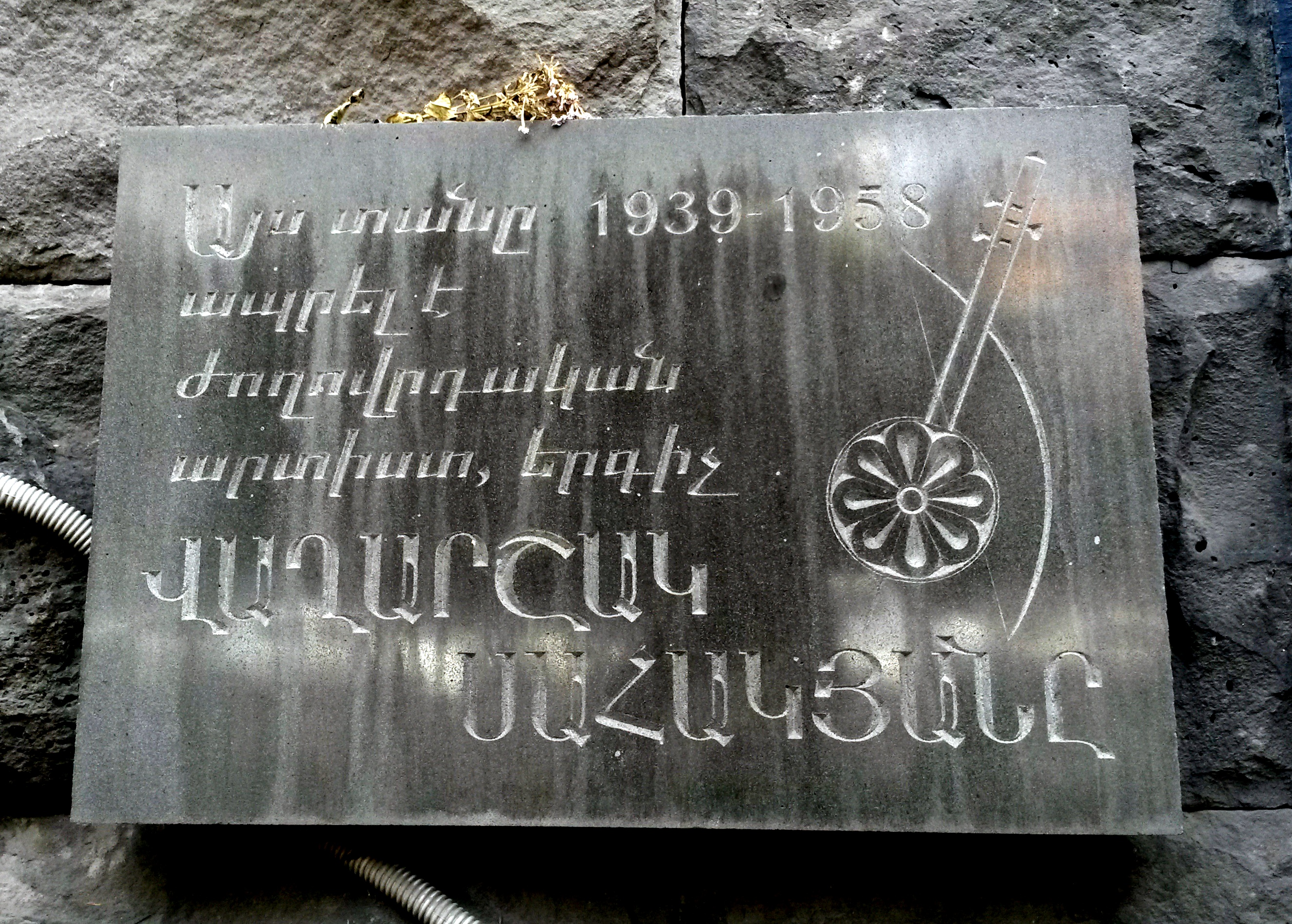